# Homotopie-equivalentie

Een homotopie waar een koffiekopje overgaat in een torus.

In de topologie, die eigenschappen van ruimten bestudeert die bij continue vervorming ongewijzigd blijven, heten twee continue functies tussen een paar topologische ruimten homotopie-equivalent of homotoop-equivalent (Oudgrieks homos = identiek en topos = plaats) als de ene door "continue vervorming" in de andere kan overgaan. Het begrip homotopie geeft een exacte betekenis aan het intuïtieve idee van continue vervorming. Zo'n vervorming wordt een homotopie genoemd. Het begrip wordt gebruikt in de definitie van homotopiegroepen en cohomotopiegroepen, en van belangrijke invarianten in de algebraïsche topologie.

## Homotopie van afbeeldingen
Laat {\displaystyle f} en {\displaystyle g} twee continue afbeeldingen zijn tussen twee topologische ruimten {\displaystyle X} en {\displaystyle Y}. Een homotopie tussen {\displaystyle f} en {\displaystyle g} is een continue afbeelding
{\displaystyle F:[0,1]\times X\to Y}
zodat de beperking van {\displaystyle F} tot {\displaystyle \{0\}\times X} samenvalt met {\displaystyle f}, en de beperking van {\displaystyle F} tot {\displaystyle \{1\}\times X} samenvalt met {\displaystyle g}, in die zin dat 
{\displaystyle F(0,x)=f(x)} en {\displaystyle F(1,x)=g(x)}.
Hierbij draagt het gesloten reële interval {\displaystyle [0,1]} de gebruikelijke topologie, en is het cartesisch product voorzien van de producttopologie.
De functie {\displaystyle F} bepaalt dus werkelijk een continue overgang van {\displaystyle f} in {\displaystyle g}, geparametriseerd door een reëel getal tussen 0 en 1.
De afbeeldingen {\displaystyle f} en {\displaystyle g} heten homotopie-equivalent of kortweg homotoop als er een dergelijke homotopie {\displaystyle F} bestaat.

## Voorbeelden
De afbeelding {\displaystyle f:\mathbb {R} \to \mathbb {R} :x\mapsto \sin x} is homotoop met de constante afbeelding {\displaystyle G:\mathbb {R} \to \mathbb {R} :x\mapsto 3}. Een mogelijke homotopie is
{\displaystyle F:[0,1]\times \mathbb {R} \to \mathbb {R} :(t,x)\mapsto 3t+(1-t)\sin x}
Zij {\displaystyle X=\{a,b\}} met de discrete topologie, dat wil zeggen alle deelverzamelingen van {\displaystyle X} zijn open. De identieke transformatie van {\displaystyle X} is niet homotoop met de constante afbeelding op {\displaystyle a}. Veronderstel namelijk dat er een homotopie {\displaystyle F:[0,1]\times X\to X} zou bestaan. Dan is de beperking van {\displaystyle F} tot {\displaystyle [0,1]\times \{b\}\simeq [0,1]} een continue afbeelding van een samenhangende ruimte naar een discrete ruimte, dus constant. Maar deze beperking neemt de waarde {\displaystyle b} aan in het begin van het interval, en {\displaystyle a} op het einde van het interval: een contradictie.

## Homotopie van paden
Een interessant bijzonder geval is dat waarbij {\displaystyle X} zelf het gesloten interval {\displaystyle [0,1]} is, zoals in het eerste voorbeeld hierboven. Een continue afbeelding van {\displaystyle [0,1]} naar {\displaystyle Y} noemt men een pad in '{\displaystyle Y}.

Een homotopie tussen twee paden en in een topologische ruimte

De fundamentaalgroep van {\displaystyle Y} bestaat uit equivalentieklassen van de relatie "is homotoop met" in alle gesloten paden met een gegeven begin- en eindpunt {\displaystyle p} van {\displaystyle Y}.

## Homotopie van topologische ruimten
Twee topologische ruimten heten homotopie-equivalent of homotoop als er continue afbeeldingen
{\displaystyle f:X\to Y}
{\displaystyle g:Y\to X}
bestaan, zodat de samenstelling {\displaystyle g\circ f} homotoop is met de identieke transformatie van {\displaystyle X}, en bovendien {\displaystyle f\circ g} homotoop is met de identieke transformatie van {\displaystyle Y}.
Homeomorfe topologische ruimten zijn steeds homotopie-equivalent: neem voor {\displaystyle f} een homeomorfisme, en {\displaystyle g} zijn omgekeerde.
Het omgekeerde is niet waar: er bestaan paren van homotopie-equivalente ruimten die niet homeomorf zijn, bijvoorbeeld een punt en een cirkelschijf.
Een topologische ruimte heet samentrekbaar als het homotoop is met een singleton, of anders gezegd, als de identieke transformatie homotoop-equivalent is met een constante afbeelding op één punt van de ruimte.
De gesloten en open bollen van {\displaystyle \mathbb {R} ^{n}} zijn allemaal samentrekbaar: door een schaalfactor {\displaystyle t\in [0,1]} is de identieke transformatie homotoop-equivalent met de constante afbeelding op het middelpunt van de bol.
De sfeer in {\displaystyle \mathbb {R} ^{n}} (de rand van de eenheidsbol) is nooit samentrekbaar.